# 瀬戸市立東明小学校
瀬戸市立東明小学校（せとしりつ とうめいしょうがっこう）は、かつて愛知県瀬戸市東明町にあった公立小学校。1873年（明治6年）9月に東明学校として開校した。

## 概要

### 地理
瀬戸市の東部、猿投山の麓に位置し、水と緑が豊かであり、伝統工芸「赤津焼」のふる里である。校区の東を東海環状自動車道が南北に通り、せと赤津インターがある。

### 児童数
2019年（令和元年）5月1日現在の児童数は、以下の通りであった。
| 学年 | 1年 | 2年 | 3年 | 4年 | 5年 | 6年 | 男 | 女 | 合計   | クラス数 |
| ---- | --- | --- | --- | --- | --- | --- | -- | -- | ------ | -------- |
| 人数 | 22  | 32  | 17  | 25  | 23  | 19  | 75 | 63 | 138(2) | 8(2)     |

※(　)内の数字は特別支援学級分を再掲したもの。

### 教職員数
2019年（令和元年）5月1日現在の教職員数は、以下の通りであった。
|      | 教 員 | 教 員 | 教 員 | 事 務 | 調理員 | 用務員 |
| 男   | 女    | 合計  |       | 事 務 | 調理員 | 用務員 |
| ---- | ----- | ----- | ----- | ----- | ------ | ------ |
| 人数 | 4     | 9     | 13    | 1     | 2      | 1      |

## 沿革

### 年表
- 1873年（明治6年）9月 - 東明学校創立（雲興寺に開校。児童数114名）[4]
- 1876年（明治9年）3月 - 赤津学校と改名[4]
- 1886年（明治19年）10月 - 西女郎前校舎へ移転（児童数159名）[4]
- 1892年（明治25年）10月 - 赤津尋常小学校と改名[4]
- 1920年（大正9年）4月 - 赤津高等尋常小学校と改名[4]
- 1923年（大正12年）4月 - 大空校舎へ移転[4]
- 1925年（大正14年）9月 - 瀬戸東明高等小学校と改名（児童数279名）[4]
- 1941年（昭和16年）4月 - 瀬戸市立東明国民学校と改名（児童数361名）[4]
- 1947年（昭和22年）4月 - 瀬戸市立東明小学校と改名（児童数368名）[4]
- 1969年（昭和44年）11月 - 現在の校舎へ移転：鉄筋一部3階（児童数359名）[4]
- 1979年（昭和54年）1月 - 体育館完成[5]
- 1982年（昭和57年） - 体力つくり優良校として、県表彰を受ける[1]
- 1984年（昭和59年）3月 - プール完成[5]
- 1993年（平成5年） - 校舎の大規模改修が行われる[6]
- 2000年（平成12年）9月 - コンピュータ室完成[5]
- 2003年（平成15年）9月 - 家庭科調理室完成[5]
- 2011年（平成23年）8月 - 耐震化工事・トイレ改修工事実施[4]
- 2014年（平成26年）2月 - 防災備蓄倉庫完成[5]
- 2020年（令和2年）3月31日 - 瀬戸市の中心市街地の5校（瀬戸市立道泉小学校、瀬戸市立深川小学校、瀬戸市立古瀬戸小学校、瀬戸市立東明小学校、瀬戸市立祖母懐小学校）と2中学校（瀬戸市立本山中学校、瀬戸市立祖東中学校）を統合、義務教育学校の瀬戸市立にじの丘学園の開校により閉校。

### 児童数の変遷
『愛知県小中学校誌』（2018年）によると、児童数の変遷は以下の通りである。
| 1947年（昭和22年） | 368人 |  |
| 1957年（昭和32年） | 360人 |  |
| 1967年（昭和42年） | 317人 |  |
| 1977年（昭和52年） | 465人 |  |
| 1987年（昭和62年） | 326人 |  |
| 1997年（平成9年）  | 244人 |  |
| 2007年（平成19年） | 158人 |  |
| 2017年（平成29年） | 100人 |  |

## 通学区域
塩草町（98番及び104番から356番までの区域を除く）、太子町、新明町、小空町、東明町、西窯町、中畑町、赤津町、窯元町、針原町、長谷口町、八王子町、白坂町、西白坂町、中白坂町、北白坂町、東白坂町、南白坂町、凧山町、巡間町、惣作町、鐘場町、門前町、西山路町、山路町、東山路町、上山路町、東拝戸町のうち84番及び86番から99番までの区域

## 進学先中学校
- 瀬戸市立祖東中学校（閉校時まで）

## 学区内の主な施設
- 雲興寺
- 万徳寺
- 大目神社
- 瀬戸市東明公民館
- 瀬戸市立赤津保育園（休園中）
- 瀬戸市クリーンセンター
- 自然児童遊園 ねむの森
- 赤津焼会館
- 瀬戸警察署 赤津駐在所
- 瀬戸信用金庫 赤津支店

## 交通
- 名鉄バス東明町バス停より徒歩3分（220m)
- 名鉄バス赤津口バス停より徒歩6分（400m）